# Макушкин, Юрий Семёнович
Юрий Семёнович Макушкин (10 марта 1941 года, с. Залесово Залесовского района Алтайского края — 28 мая 2012 года, Томск) — советский и российский учёный-физик.

## Биография
В 1958 году окончил среднюю школу села Богашёво Томского района и поступил на физический факультет Томского государственного университета (ТГУ).
В 1962 году в связи с открытием новой специализации по лазерам был переведён на радиофизический факультет ТГУ. Окончил Томский государственный университет имени В. В. Куйбышева в 1963 году, «инженер-физик» по специальности «оптико-электронные приборы».
В 1964 году поступил в аспирантуру на кафедру оптико-электронных приборов радиофизического факультета.
С 1964 года работает в Сибирском физико-техническом институте (СФТИ), младший научный сотрудник (по совместительству), с 1967 года старший научный сотрудник, кандидат физико-математических наук (1967), с 1969 года заведующий лабораторией теоретической спектроскопии, с 1979 года заведующий отделом спектроскопии.
С 1982 года заместитель директора Института оптики атмосферы СО АН СССР.
В 1979—1983 годах (по совместительству) профессор кафедры оптики и спектроскопии ТГУ имени В. В. Куйбышева. С 1985 года по 2003 год — заведующий кафедрой оптики и спектроскопии физического факультета ТГУ имени В. В. Куйбышева.
С 1 августа 1983 года по 23 ноября 1992 года — ректор ТГУ имени В. В. Куйбышева.
В ТГУ читал курсы лекций «Молекулярная спектроскопия», «Теория излучения», «Теория взаимодействия излучения с веществом».
Научные интересы — молекулярная газовая динамика, спектроскопия и диагностика газовых сред, атмосферная оптика и лазерный газоанализ.
В Томске создал школу по молекулярной спектроскопии и спектроскопии атмосферных газов, им подготовлено 32 кандидата наук, из которых 10 стали докторами наук.
Автор и соавтор более 250 работ.

## Ректор ТГУ
На посту ректора ТГУ внёс большой вклад в развитие Университета
в 1984—1985 годах было завершено строительство здания культурного центра с концертным залом на 1000 мест и столовой с несколькими залами,
сдано в эксплуатацию общежитие на 640 мест,
начато строительство учебного корпуса для военной кафедры,
реконструкция главного корпуса, оранжереи Сибирского ботанического сада, профилактория и т. д.
Сравнение показателей ТГУ. В середине 1980-х годов университет готовил специалистов по 24 специальностям, обучение вели 78 докторов наук и 364 кандидата наук.
В 1992 году в ТГУ на 19 факультетах готовили специалистов по 57 специальностям и направлениям, в составе университета работало 154 доктора наук и более 520 кандидатов наук, обучалось около 10 тысяч студентов.
При Ю. С. Макушкине в ТГУ появился ряд новых научных направлений, открылись новые факультеты и научные подразделения: факультет информатики (до 1992 г. учебно-научный комплекс «Информатика»); философский факультет (1987 г.); межфакультетская специализация по культурологии, специальность «дирижёр хора, учитель музыки» на филологическом факультете. В 1991 году была открыта Высшая школа бизнеса для подготовки кадров для рыночной экономики. В это же время были установлены связи университета с академическими и отраслевыми НИИ, которые стали базовыми для подготовки специалистов, а их сотрудники привлекались к ведению учебного процесса в университете. Были заложены основы инновационно-коммерческой деятельности университета.
По его инициативе и при его участии были сформированы крупные межвузовские региональные программы, направленные на ускорение социально-экономического развития Сибири и комплексного использования её природных ресурсов.
Доктор физико-математических наук (1978), профессор (1984), действительный член МАНВШ (1993), действительный член РАЕН (1998), Заслуженный деятель науки РФ (1999)

## Награды
Награждён почётными грамотами президиума АН СССР, президиума СО АН СССР, Госкомитета РСФСР по делам науки и высшей школы, Правительства РФ, администрации Томской области, нагрудным значком «За отличные успехи в работе в области высшего образования СССР», медалью «За заслуги перед Томским государственным университетом», почётным знаком РАЕН «За заслуги в развитии науки и экономики» и серебряной медалью Петра I, медалью им. С. П. Королёва Федерации космонавтики России, нагрудным знаком «Почётный работник высшего профессионального образования РФ», орденом Трудового Красного Знамени, орденом «Знак Почёта», медалью «За доблестный труд. В ознаменование 100-летия со дня рождения Владимира Ильича Ленина», медалью «За освоение целинных земель».